# Citoszkeleton
A citoszkeleton (magyarosabb nevén sejtváz) fehérjeszálakból álló hálózat, általa mozgások mennek végbe a sejten belül, le tud bomlani, és behálózza az egész sejtet. További feladata a sejtszervecskék rögzítése. Filamentumokból épül fel (mikrotubulusok, mikrofilamentumok, intermedier filamentumok).
A sejt szerkezeti vázát képezi, jelentős szerepe van a sejt alakjának meghatározásában és a sejtplazma szerkezetének kialakításában. 

## Sejten belüli feladata
- Képes a sejt alakjának megváltoztatására,
- segédkezik a sejt koordinált mozgásában,
- részt vesz a transzportfolyamatokban,
- valamint a jelátvitel folyamatában
- és a mitózis és meiózis eseményeiben.

A sejt alakját a sejtplazmában található sejtvázat (citoszkeletont) alkotó fonalas képletek szabják meg. Ezeknek három fő csoportjuk létezik: a mikrofilamentumok, a köztes (intermedier) filamentumok és a mikrotubulusok. Ezek felépítésükben és átmérőjükben különböznek egymástól.